# گیاندری گارزون
گیاندری گارزون (به اسپانیایی: Geandry Garzón) (زادهٔ ۵ نوامبر ۱۹۸۳) کشتی‌گیر پیشین اهل کوبا است که در دستهٔ ۶۶ کیلوگرم کشتی آزاد رقابت می‌کرد. گارزون برندهٔ یک مدال نقره (۲۰۰۷) و سه برنز (۲۰۰۵، ۲۰۰۶، ۲۰۱۰) از مسابقات قهرمانی کشتی جهان است. او همچنین برندهٔ یک مدال طلای بازی‌های پان امریکن (۲۰۰۷) و نیز قهرمان پنج دورهٔ مسابقات قهرمانی کشتی پان امریکن (۲۰۰۵، ۲۰۰۷–۲۰۱۰) است.
قهرمانی جام جهانی کشتی در سال ۲۰۱۱ و مدال طلای بازی‌های آمریکای مرکزی و کارائیب (۲۰۰۶) از دیگر افتخارات او است. گارزون ملی‌پوش کوبا در بازی‌های المپیک ۲۰۰۸ پکن بود که از رمضان شاهین در دیدار سرگروهی باخت و در شانس مجدد مهدی تقوی از ایران را شکست داد اما در دیدار مدال برنز به اوتار توشیشویلی گرجستانی باخت و به مقام پنجم رسید. او در قهرمانی جهان ۲۰۱۰ نیز برای دومین بار مهدی تقوی را مغلوب کرد. وی سابقه حضور در المپیک ۲۰۲۰ توکیو را هم دارد.